# Aedes leonis
Aedes leonis är en tvåvingeart som beskrevs av Donald Henry Colless 1958. Aedes leonis ingår i släktet Aedes och familjen stickmyggor. Inga underarter finns listade i Catalogue of Life.